# 杰克·贾拉特
杰克·罗伯特·贾拉特（英語：Jack Robert Garratt，1991年10月11日—）是一位来自英国的歌手、作曲家和音乐人，他的音乐风格包括独立流行、旅行嘻哈、另类节奏布鲁斯和电子音乐。
Jack Garratt从小就对音乐有着浓厚的兴趣，学会了多种乐器，曾经参加过2005年的欧洲青少年歌唱大赛。他在2014年发行了他的第一张EP《Remnants》，并受到了BBC Radio 1等媒体的关注。他的2014年单曲《Worry》也成为了他的热门歌曲，登上了多个国家的排行榜。他在2015年和2016年参加了一些音乐节，并在2016年发行了他的首张录音室专辑《Phase》，获得了评论家和乐迷的好评，成为了英国最受瞩目的新人之一。他在2016年全英音乐奖上获得了评论家选择奖，BBC年度新声2016的冠军，以及MTV品牌新人2016的候选名单。但是在这之后，他因为压力和自我怀疑而暂时退出了音乐界，直到2020年才重新回归，发行了他的第二张专辑《Love, Death and Dancing》。他的代表作有《Worry》、《The Love You're Given》、《Surprise Yourself》等。

## 幼年经历
Jack Garratt出生于1991年10月11日，他的母亲是一位小学音乐老师，他的父亲是一位警察。他在英国白金汉郡的小查尔方特村长大。他说他从小就喜欢发出噪声，来测试别人的反应；他的父母之后让他参加了音乐课程。他12岁的时候就写了他的第一首歌，并学会了吉他、鼓、钢琴、口琴、曼陀林、长号和尤克里里等多种乐器。他曾经参加过2005年的欧洲青少年歌唱大赛，但是没有获得好成绩。
Jack Garratt本来想要成为一名老师，所以他去了伦敦的罗汉普顿大学。但是他在那里没有找到自己的方向，也没有对音乐有足够的热情。他签约了一个独立的唱片公司，开始制作一个叫做《Nickel and Dime》的专辑，但是他后来放弃了这个项目，因为他觉得自己写的歌曲不够好。他中途辍学，并陷入了一种自我毁灭的状态。他说他感觉自己像是经历了一场危机。他决定重新开始写音乐，并用一种不同的态度和诚意去创作。

## 音乐作品
Jack Garratt发行了两张录音室专辑，分别是《Phase》和《Love, Death and Dancing》。他的第一张专辑《Phase》于2016年2月19日发行，包含了16首歌曲，其中有《Worry》、《The Love You're Given》、《Surprise Yourself》等热门单曲。他的第二张专辑《Love, Death and Dancing》于2020年6月12日发行，包含了12首歌曲，其中有《Time》、《Better》、《Anyone》等新作品。他的两张专辑都展现了他多才多艺的音乐风格和创作能力，获得了评论家和乐迷的认可。